# 圣洛伦泽洛
圣洛伦泽洛（義大利語：San Lorenzello），是意大利贝内文托省的一个市镇。总面积13平方公里，人口2345人，人口密度180.4人/平方公里（2009年）。ISTAT代码为062061。